# Quiroga
Quiroga è un comune spagnolo di 4 169 abitanti situato nella comunità autonoma della Galizia.